# Alexander Aan
Alexander Aan (auch Alexander An; geb. 1981) ist ein indonesischer Atheist und ehemaliger Muslim. Im Jahr 2012 wurde er zu einer Gefängnisstrafe verurteilt, da er „Informationen, die dazu dienen, religiösen Hass oder Feindlichkeit zu erzeugen“, auf Facebook verbreitet haben soll. Das Urteil löste eine nationale Debatte aus und führte dazu, dass Amnesty International ihn zum politischen Gefangenen erklärte.

## Festnahme und Prozess
Vor seiner Festnahme arbeitete Alexander Aan als Beamter in Westsumatra. Er wurde als Muslim erzogen, zweifelte allerdings schon mit 11 Jahren an der Existenz Gottes. Seit 2008 nahm er nicht mehr an religiösen Ritualen teil.
Im Januar 2012 trat Alexander Aan einer atheistischen Facebook-Gruppe bei und schrieb dort, dass Gott nicht existiere. Er äußerte sich folgendermaßen: „Wenn Gott existiert, warum geschehen dann schlechte Dinge? … Wenn Gott gnadenvoll ist, sollte nur gutes passieren.“ Er bezeichnete den Himmel, die Hölle, Engel und Teufel als „Mythen“. Außerdem postete er einen Link, in dem Mohammed als „sich zu seiner Schwiegertochter hingezogen fühlend“ beschrieben wurde.
Diese Posts wurden von der höchsten islamischen Stelle in Indonesien als Blasphemie bei der Polizei angezeigt. Am 18. Januar wurde er von einem wütenden Mob auf offener Straße angegriffen, weshalb er von der Polizei in Schutzhaft genommen wurde.
Zwei Tage später wurde er des „Verbreitens von Informationen, die dazu dienen, religiösen Hass oder Feindlichkeit zu erzeugen“, „religiöser Blasphemie“, sowie der „Anstiftung Anderer, zum Atheismus überzutreten“ angeklagt. Der Distriktleiter der Polizei sagte, dass Alexander Aan bei seiner Bewerbung für den öffentlichen Dienst absichtlich falsche Angaben gemacht habe, indem er angab, Muslim zu sein. Am 14. Juni wurde er vom zuständigen Bezirksgericht des „Verbreitens von Informationen, die dazu dienen, religiösen Hass oder Feindlichkeit zu erzeugen“, schuldig gesprochen und zu einer Gefängnisstrafe von zweieinhalb Jahren sowie zu einer Geldstrafe von hundert Millionen Rupien (ca. 8.400 Euro) verurteilt. Die Anklagepunkte der „religiösen Blasphemie“ und der „Anstiftung Anderer, zum Atheismus überzutreten“ wurden fallengelassen. Während der Urteilsverkündung äußerte sich der vorsitzende Richter dahingehend, dass Alexander Aans Taten „Furcht in der Gemeinde ausgelöst und den Islam geschädigt“ hätten. Am 31. Januar 2014 wurde Aan aus dem Gefängnis entlassen.